# Samoborec
 Samoborec  falu Horvátországban Zágráb megyében. Közigazgatásilag Vrbovechez tartozik.

## Fekvése
Zágrábtól 27 km-re keletre, községközpontjától 8 km-re nyugatra , az  A12-es autópálya közelében fekszik. 

## Története
A települést 1460-ban nemesi birtokként "Samoborci" néven említik először. A rakolnok-verebóci uradalomhoz tartozott. 
A falunak 1857-ben 114, 1910-ben 192 lakosa volt. Trianonig Belovár-Kőrös vármegye Kőrösi járásához tartozott. Mai nevét a második világháború után kapta. 2001-ben 126 lakosa volt.

## Lakosság
| Lakosság változása | Lakosság változása | Lakosság változása | Lakosság változása | Lakosság változása | Lakosság változása | Lakosság változása | Lakosság változása | Lakosság változása | Lakosság változása | Lakosság változása | Lakosság változása | Lakosság változása | Lakosság változása | Lakosság változása |
| ------------------ | ------------------ | ------------------ | ------------------ | ------------------ | ------------------ | ------------------ | ------------------ | ------------------ | ------------------ | ------------------ | ------------------ | ------------------ | ------------------ | ------------------ |
| 1857               | 1869               | 1880               | 1890               | 1900               | 1910               | 1921               | 1931               | 1948               | 1953               | 1961               | 1971               | 1981               | 1991               | 2001               |
| 114                | 101                | 111                | 142                | 162                | 192                | 181                | 189                | 188                | 188                | 174                | 142                | 141                | 141                | 126                |

## Nevezetességei
A falu kápolnája.

## Külső hivatkozások
Vrbovec város hivatalos oldala